# Каланетика
Каланетиката е съчетание от упражнения за развиване на сила и гъвкавост, активизиращи най-големите мускулни групи чрез фини и прецизни пружиниращи движения.
Те се извършват много бавно, с „тройно забавено темпо“. Избягва се всякакъв натиск, като така няма опасност от травми. Тези движения предизвикват активиране на най-дълбоко разположените мускули. Няма специални изисквания за дишането – то е естествено и ритмично, без да се задържа дъхът. Разхлабването на мускулите е едно от основните неща в каланетиката. Кръстът и гръбначният стълб се натоварват минимално, а при разтягането им се тренират поддържащите мускули. Така натискът върху гърба се смекчава и се подобрява стойката.

## История
Каланетиката е създадена от американката Калан Пинкни (26 септември 1939 – 1 март 2012). Родена и отрасла в Савана, щата Джорджия. Дванадесет години изучава класически балет и други танци. Предприема единадесетгодишна околосветска одисея с раница на гърба, но трудностите при пътуването, съчетани с вроденото ѝ изкривяване на гръбначния стълб (сколиоза), довеждат до физически срив. След като се завръща в САЩ, Калан изпробва различни видове гимнастика за да възстанови своето тяло, но изпълнява упражненията с огромни усилия, а болките в гърба не намаляват. Тогава започва да опитва други техники, включващи движения от класическия балет и забелязва, че при тяхното изпълнение с малка амплитуда и бавно темпо болките в гърба намаляват.